# 美山本線料金所
美山本線料金所（みやまほんせんりょうきんじょ）は鹿児島県日置市東市来町美山元寺脇にある南九州西回り自動車道（鹿児島道路）の本線料金所である。
以前は市来ICに料金所を設けていたものを、南九州西回り自動車道の市来IC以西区間が無料供用区間として扱われるようになったために場所を移転したものである。料金所のすぐ隣に美山PA及び美山ICがある。ETCレーンが上下線に設けられているため、無線通行が可能である。2010年6月28日より市来IC - 鹿児島西IC間の無料化社会実験を実施していたが、2011年6月19日24時をもって終了した。

## 道路
- E3A 南九州西回り自動車道（鹿児島道路）

## 料金所施設
ブース数：4

### いちき串木野・薩摩川内方面
- ブース数：2
  - ETC専用：1
  - 一般：1

### 日置・鹿児島方面
- ブース数：2
  - ETC専用：1
  - 一般：1

## 隣
E3A 南九州西回り自動車道（鹿児島道路）
市来IC - 美山IC/PA  - 美山料金所 - 伊集院IC - 松元IC